# Diol

Etilenglicol, un diol vecinal.

Propilenglicol, otro diol vecinal.

Un diol o glicol es un compuesto químico que contiene dos grupos hidroxilo (grupos -OH).
Un diol vecinal es un diol con dos grupos hidroxilo en posiciones vecinales, es decir, unidos a átomos adyacentes. Los ejemplos incluyen el 1,2-etanodiol o etilenglicol, HO-(CH2)2-OH, un ingrediente común de los productos anticongelantes, y el propano-1,2-diol o propilenglicol , HO-CH2-CH(OH)-CH3.
Un diol geminal tiene dos grupos hidroxilos enlazados al mismo átomo. Los ejemplos incluyen el metanodiol H2C(OH)2 y el 1,1,1,3,3,3-hexafluorpropano-2,2-diol (F3C)2C(OH)2, la forma hidratada de la hexafluoracetona.
Ejemplos de dioles en los que los grupos funcionales hidroxilo están más separados incluyen el 1,4-butanodiol HO-(CH2)4-OH y el bisfenol A.

## Síntesis
Debido a que los dioles son un grupo funcional común, se han desarrollado numerosos métodos de preparación.
- Los dioles vecinales se pueden producir a partir de la oxidación de alquenos, generalmente con permanganato de potasio diluido en medio ácido. EL uso de permanganato de potasio en medio alcalino (VII) produce un color que cambia de púrpura oscuro a verde claro; el permanganato de potasio en medio ácido se vuelve transparente e incoloro.
- El tetróxido de osmio se puede utilizar igualmente para oxidar los alquenos a dioles vecinales.
- El peróxido de hidrógeno reacciona con un alqueno para dar el epóxido y entonces, por saponificación al diol. Por ejemplo, en la síntesis de trans-1,2-ciclohexanodiol[1] o mediante microrreactor:[2]

Una reacción química llamada dihidroxilación asimétrica de Sharpless se puede utilizar para reducir dioles quirales a partir de alqueno utilizando un reactivo osmiato y un catalizador quiral. 
- Otro método es la cis-hidroxilación de Woodward (cis diol) y la reacción Prévost (anti diol), que se describe a continuación, en la que ambas utilizan yodo y la sal de plata de un ácido carboxílico.

- En la reacción de Prins se pueden formar 1,3-dioles en una reacción entre un alqueno y formaldehído.
- Los dioles geminales se pueden formar por hidratación de cetonas.

## Reacción

### Dioles en general
Un diol reacciona como un alcohol, en reacciones como la esterificación y la formación de éteres.
Dioles como el etilenglicol se utilizan como co-monómeros en reacciones de polimerización formando polímeros que incluyen los poliésteres y los poliuretanos. Un monómero diferente con dos grupos funcionales idénticos, requiere reactivos como dioildicloruro o ácido dioico para continuar el proceso de polimerización a través de repetidos procesos de esterificación.
Un diol puede convertirse en un éter cíclico utilizando un catalizador ácido, es la ciclización diol. En primer lugar, ocurre la protonación del grupo hidroxilo. Entonces, mediante una sustitución nucleofílica intramolecular, el segundo grupo hidroxilo ataca el carbono deficiente de electrones. Siempre que existan suficientes átomos de carbono para que la tensión angular no sea demasiada, se formará un éter cíclico.

### Dioles vecinales
En la ruptura de glicol, el enlace C-C en un diol  vecinal se rompe con formación de grupos funcionales cetona o aldehídos.

### Dioles geminales
En general, los dioles geminales orgánicos se deshidratan fácilmente para formar un grupo carbonilo. Por ejemplo, el ácido carbónico ((HO)2C = O) es inestable y tiene tendencia a convertirse en dióxido de carbono (CO2) y agua (H2O). Sin embargo, en raras ocasiones el equilibrio químico está a favor del diol geminal. Por ejemplo, cuando el formaldehído (H2C = O) se disuelve en agua se favorece el diol geminal (H2C (OH)2), metanodiol. Otro ejemplo son los dioles geminales cíclicos decahidroxiciclopentano (C5(OH)10) y dodecahidroxiciclohexano (C6(OH)12), que son estables, mientras que el correspondiente oxocarbono (C5O5 y C6O6) no parece serlo.